# 다마리촌 (히로시마현)
다마리촌(田万里村)은 히로시마현 도요타군에 설치되었던 촌이다.